# Vicente Martín y Soler

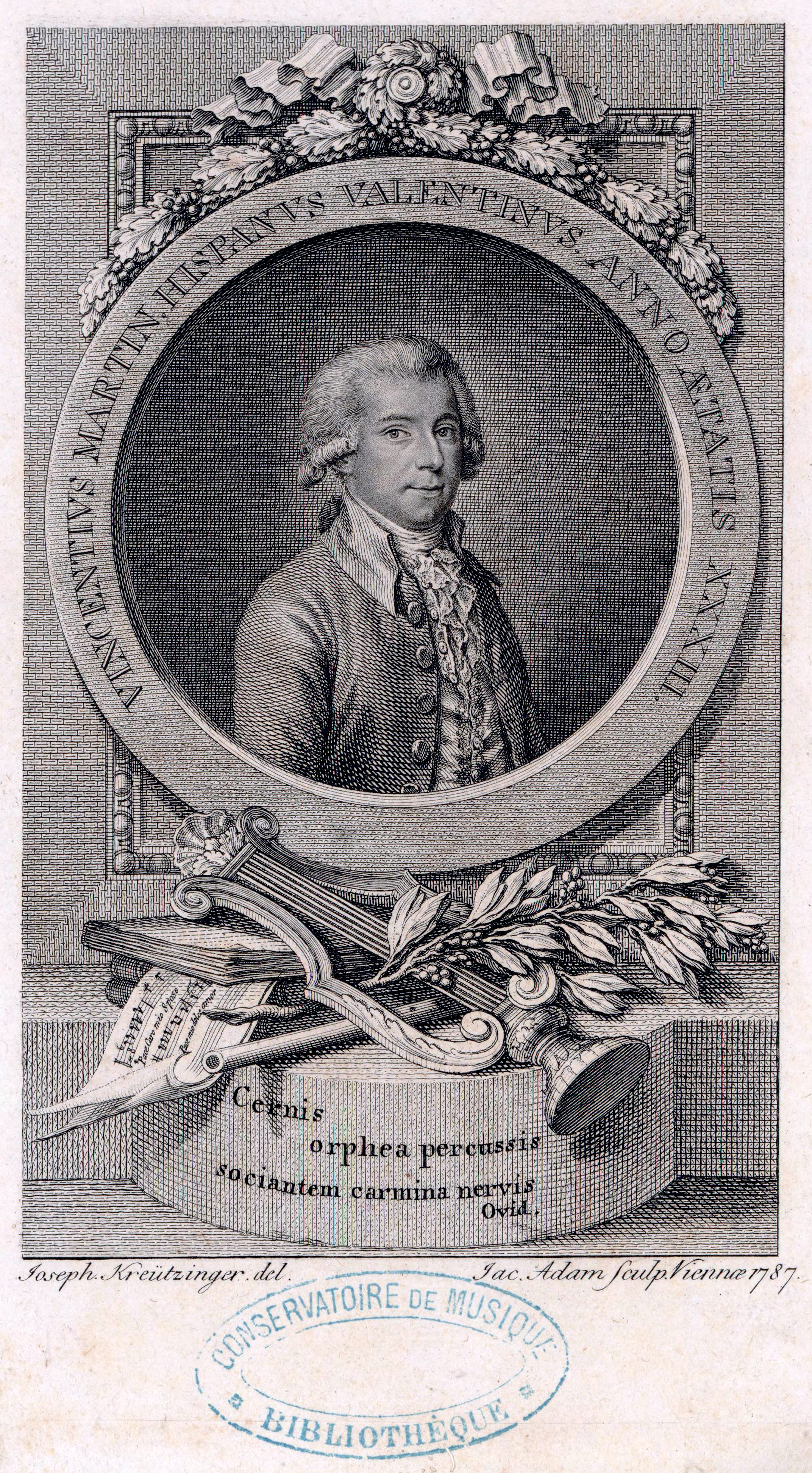
Vicente Martín y Soler

Vicente Martín y Soler (Valencia, 2 mei 1754 - Sint-Petersburg, 11 februari 1806) was een Spaans componist. Zijn achternaam bestaat, als gebruikelijk in veel Spaanstalige landen, uit de achternaam van zijn vader en die van zijn moeder. Hij componeerde meer dan 30 opera's (waarvan er 21 bewaard zijn gebleven) en balletmuziek, waarvan vele hits waren in zijn tijd. Hoewel hij tegenwoordig nauwelijks nog bekend is, was hij in zijn tijd niet minder beroemd dan zijn tijdgenoot Mozart. Het hoogtepunt van zijn carrière werd bereikt in Wenen met drie komische opera's met een libretto van Lorenzo Da Ponte.

## Leven

### Spanje
In zijn jeugd was Vicente Martín y Soler koorzanger in de kathedraal van Valencia. Na een muziekstudie bij Giovanni Battista Martini in Bologna begon hij zijn loopbaan als organist in Alicante. In 1775 verhuisde hij naar Madrid. Daar beleefde waarschijnlijk zijn eerste opera Il tutore burlato de première. Deze opera vertaalde hij later in het Spaans, veranderde de vorm in een Zarzuela en hernoemde de opera La Madrileña. In Madrid kwam hij in de gunst bij de latere koning Karel IV.

### Italië
In 1777 vertrok hij om voor de koninklijke familie in Napels te werken. Hij was in diverse steden actief als operacomponist met opvoeringen van Ifigenia in Aulis (Florence), Astartea (Lucca), La donna festeggiata (Turijn), L'accorta cameriera (Florence) en Ipermestra (Rome). Verder schreef hij veel muziek voor ballet, in samenwerking met beroemde choreografen uit die tijd zoals Charles Lepicq en Domenico Rossi (choreograaf).

### Wenen
In 1785 vertrok hij naar Wenen waar hij zich liet opmerken als een succesvolle componist van opera buffa: Il burbero di buon cuore, Una cosa rara, o sia bellezza ed onestà (hij zou met deze opera de wals naar Wenen hebben gebracht) en L'arbore di Diana, telkens op een libretto van Lorenzo da Ponte, die ook met Mozart en Salieri samenwerkte.
Zijn stijl valt in de smaak van het Weense publiek dankzij de dominantie van melodie, structuur voor drie stemmen en de herhaling van de frasering en vorm. Vele delen hebben een voor breed publiek herkenbare sfeer.
Als gevolg van deze populariteit citeert Mozart vervolgens in de tafelscene in de tweede akte van Don Giovanni (1787) een melodie uit de finale van de eerste akte van Una cosa rara. Dit heeft mede de muziek van Martín y Soler van de vergetelheid gered.

### Sint-Petersburg
In 1788 ging hij in op de uitnodiging van Catharina de Grote om in Sint-Petersburg als hofcomponist de Italiaanse opera te leiden. Hij behield deze functie tot de Franse componist Boieldieu hem in 1803 verving. Hier schreef hij drie opera's in het Russisch, waaronder Горебогатырь Косометович (de ongelukkige held Kosmetovich). Het libretto, geschreven door Catharina en haar secretaris, is politiek gemotiveerd, en wil, geïnspireerd door Cervantes, de spot drijven met Gustaaf III van Zweden.
Hij schreef ook balletmuziek tijdens zijn aanstelling als hofcomponist: Didon abandonée (1792), Amour et Psyché (1793, naar Psyché van Molière, Pierre Corneille en Philippe Quinault, Tancrède (1799) en Le retour de Poliorcète (1799).

### Londen
Tussen 1794 en 1795 was hij in Londen waar hij drie opera's schreef: La capricciosa corretta (libretto eveneens van Lorenzo Da Ponte, naar Shakespeares The Taming of the Shrew), L'isola del piacere en Le nozze de'contadini spagnuoli.

### Sint-Petersburg
Toen bleek dat het succes daar uitbleef ging hij terug naar Sint-Petersburg en schreef hij daar zijn laatste opera La festa del villaggio (1798). Hoewel hij in deze dagen nog steeds bekender was dan Mozart gaf hij zijn betrekking op en legde zich volledig toe op het onderwijs. Hij overleed in Sint-Petersburg in 1806.

## Werken

### Opera's
Er zijn 21 opera's van Martín y Soler bewaard gebleven. Jaar en stad betreffen de eerste uitvoering:
- Il tutore burlato (La Madrileña) (opera buffa, naar La finta semplice van Pasquale Mililotti, 1778, Madrid)
- Ifigenia in Aulide (muziekdrama, libretto Luigi Serio, 1779, Napels)
- Ipermestra (muziekdrama, libretto Pietro Metastasio, 1780, Napels)
- Andromaca (muziekdrama, libretto Apostolo Zeno, 1780, Lucca)
- Partenope (libretto Pietro Metastasio, 1782, Napels)
- L'amor geloso (1782, Napels)
- In amor ci vuol destrezza (opera buffa, libretto Carlo Giuseppe Lanfranchi-Rossi, 1782, Venetië)
- Vologeso (muziekdrama, libretto de Apostolo Zeno, Vittorio Amedeo Cigna-Santi, 1783, Turijn)
- Le burle per amore (dramma giocoso, libretto de Marcello Bernardini, 1784, Venetië)
- La vedova spiritosa (dramma giocoso, 1785, Parma)
- Il burbero di buon cuore (dramma giocoso, libretto de Lorenzo Da Ponte, naar een werk van Carlo Goldoni, 1786, Wenen)
- Una cosa rara, ossia bellezza ed onestà (dramma giocoso, libretto de Lorenzo da Ponte, 1786, Wenen)
- L'arbore di Diana (dramma giocoso, libretto de Lorenzo da Ponte, 1787, Wenen)
- Gorebogatir Kosometovich (drama met muziek, 1789, Sint-Petersburg)
- Pesnolyubiye (drama met muziek, 1790, Sint-Petersburg)
- Fedul' s det'mi (drama met muziek, 1791, Sint-Petersburg)
- La scuola dei maritati (La capricciosa corretta; Gli sposi in contrasto; La moglie corretta) (komische opera, libretto de Lorenzo da Ponte, 1795, Londen)
- L’isola del piacere (L’isola piacevole) (komische opera, libretto de Lorenzo da Ponte, naar L'isola della fortuna van Giovanni Bertati, 1795, Londen)
- Le nozze de' contadini spagnuoli (intermezzo, 1795, Londen)
- Camille ou Le souterrain (Komedie met muzikale onderbrekingen, libretto Benoît-Joseph Marsollier des Vivetières, 1796, Sint-Petersburg)
- La festa in villaggio (komische opera, libretto de Ferdinando Moretti, 1798, Sint-Petersburg)

### Overige werken
- Cantata a tres voces (1779, Napels)
- Philistaei a Jonatha Dispersi (actio sacra, 1784, Venetië)
- Il sogno (liederen voor 3 sopranen en orkest, tekst Lorenzo Da Ponte, 1787, Wenen)
- La Deità benefica (liederen, tekst Ferdinando Moretti, 1790, Sint-Petersburg)
- Strofe (liederen, tekst Ferdinando Moretti, 1791-6)
- Didon abandonée (1792),
- Amour et Psyché (1793, naar Psyché van Molière, Corneille en Philippe Quinault
- Concierto para violín (1795, Londen)
- Tancrède (1799)
- Le retour de Poliorcète (1799)
- Cantata per la consacrazione della Chiesa Maltese (liederen, 1800, Sint-Petersburg)
- enkele aria's, canons, liederen en duetten, en kerkmuziek

- Bibsys: 12009389
- Biblioteca Nacional de España: XX1073706
- Bibliothèque nationale de France: cb13897160n (data)
- Catàleg d'autoritats de noms i títols de Catalunya: 981058521467506706
- CiNii: DA08248688
- Gemeinsame Normdatei: 119174561
- International Standard Name Identifier: 0000 0000 8096 9284
- Library of Congress Control Number: n83073247
- Nationale Bibliotheek van Letland: 000145122
- MusicBrainz: 44ea080c-9785-455b-a5f1-e69d0cd6f267
- Nationale Bibliotheek van Tsjechië: jx20041011031
- Nationale Bibliotheek van Israël: 987007429754905171
- Nationale Bibliotheek van Polen: a0000003019079
- Nederlandse Thesaurus van Auteursnamen: 06753838X
- Istituto Centrale per il Catalogo Unico: SBLV315962
- LIBRIS: 172838
- SNAC: w6g73zwz
- Système universitaire de documentation: 123471567
- Trove: 1492670
- Virtual International Authority File: 17408150
- WorldCat: E39PBJwhyTPFqR8Jtfd46cQ6rq